# Peklo (Kněžnice)
Peklo, někdy nazývané též Nový svět, je základní sídelní jednotka obce Kněžnice v okrese Jičín v Královéhradeckém kraji. Leží asi 1,5 kilometru severovýchodně od Kněžnice pod přírodní památkou Cidlinský hřeben.

## Fotogalerie

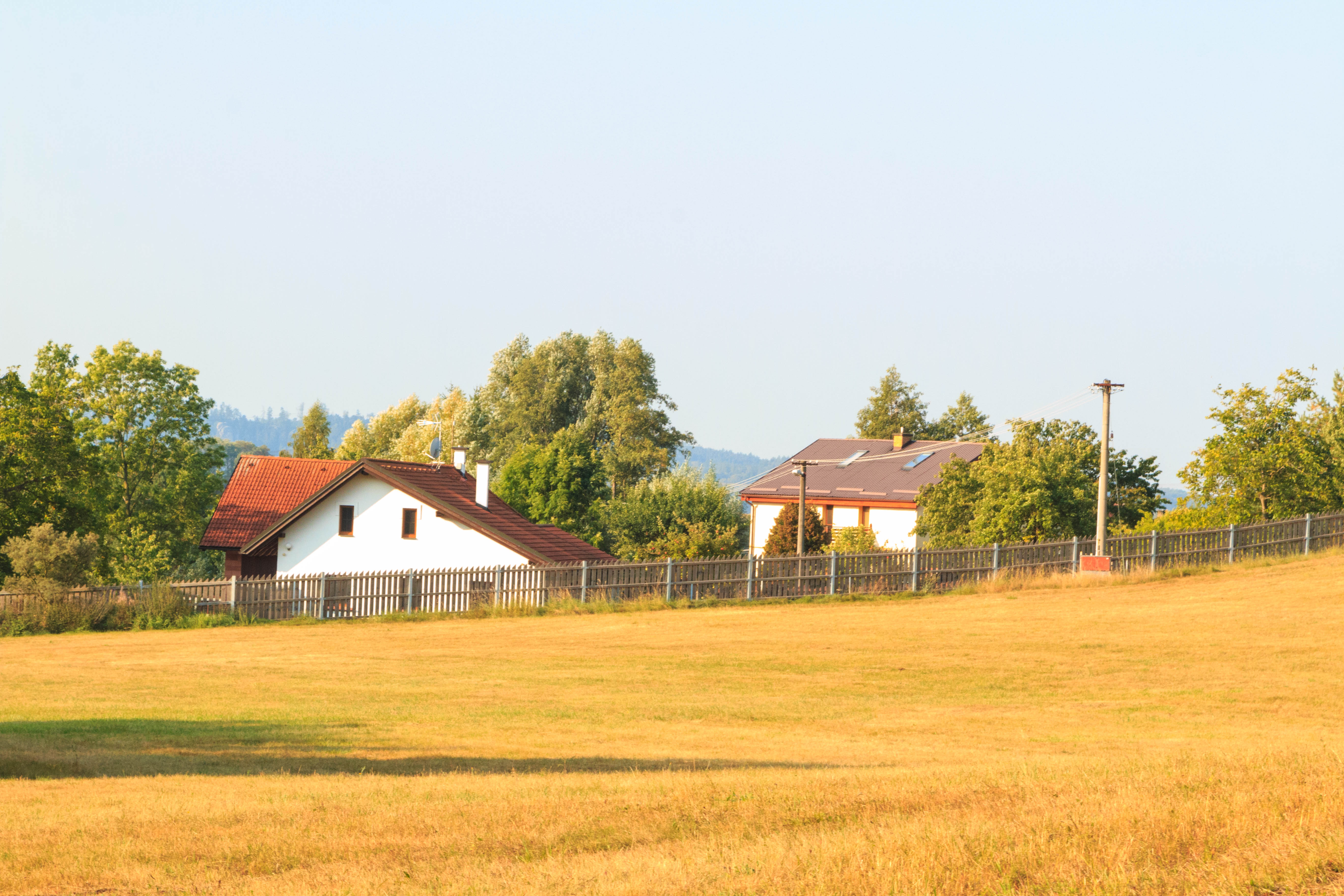
Nový Svět u Kněžnice, čp. 105
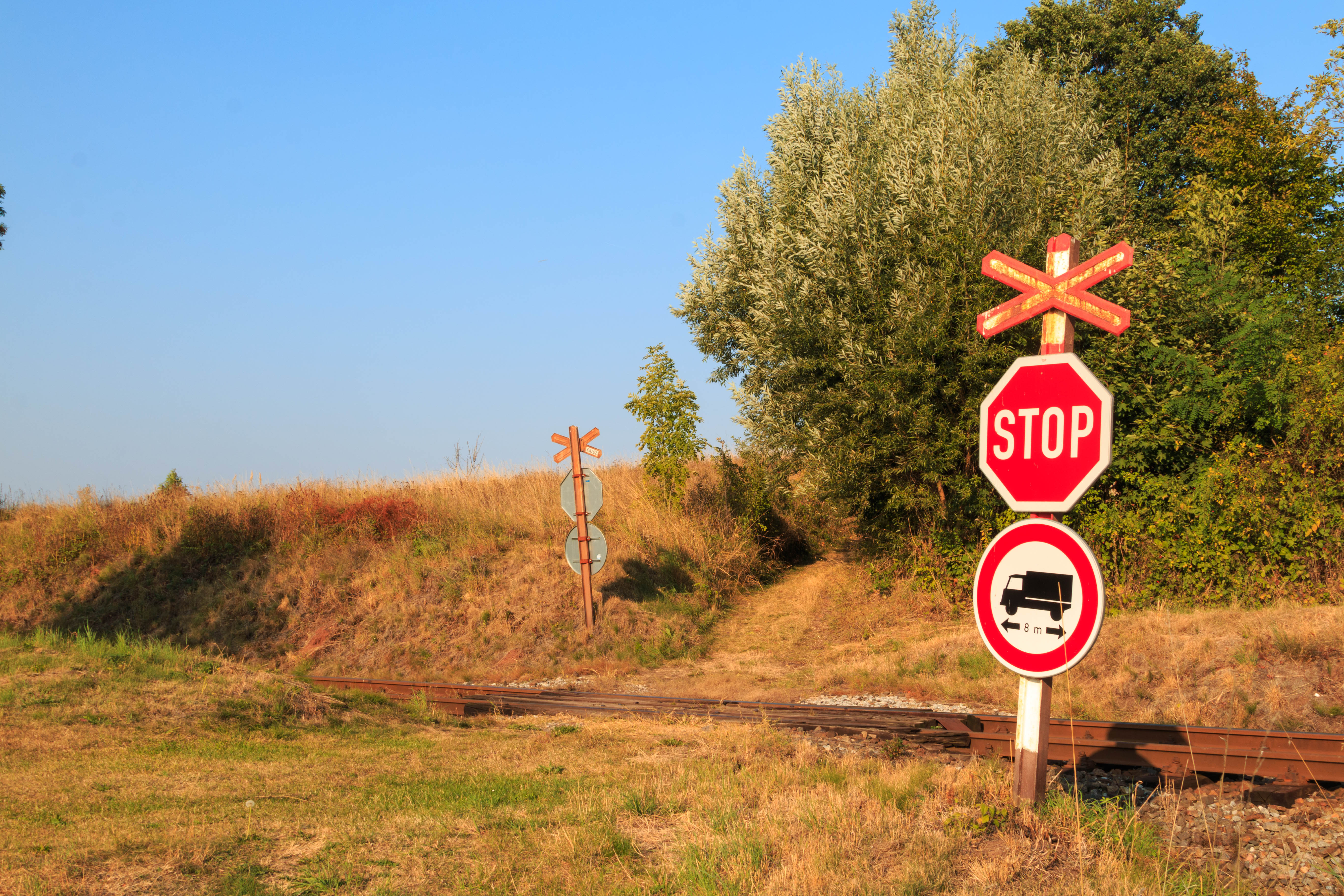
Nový Svět u Kněžnice, železniční přejezd
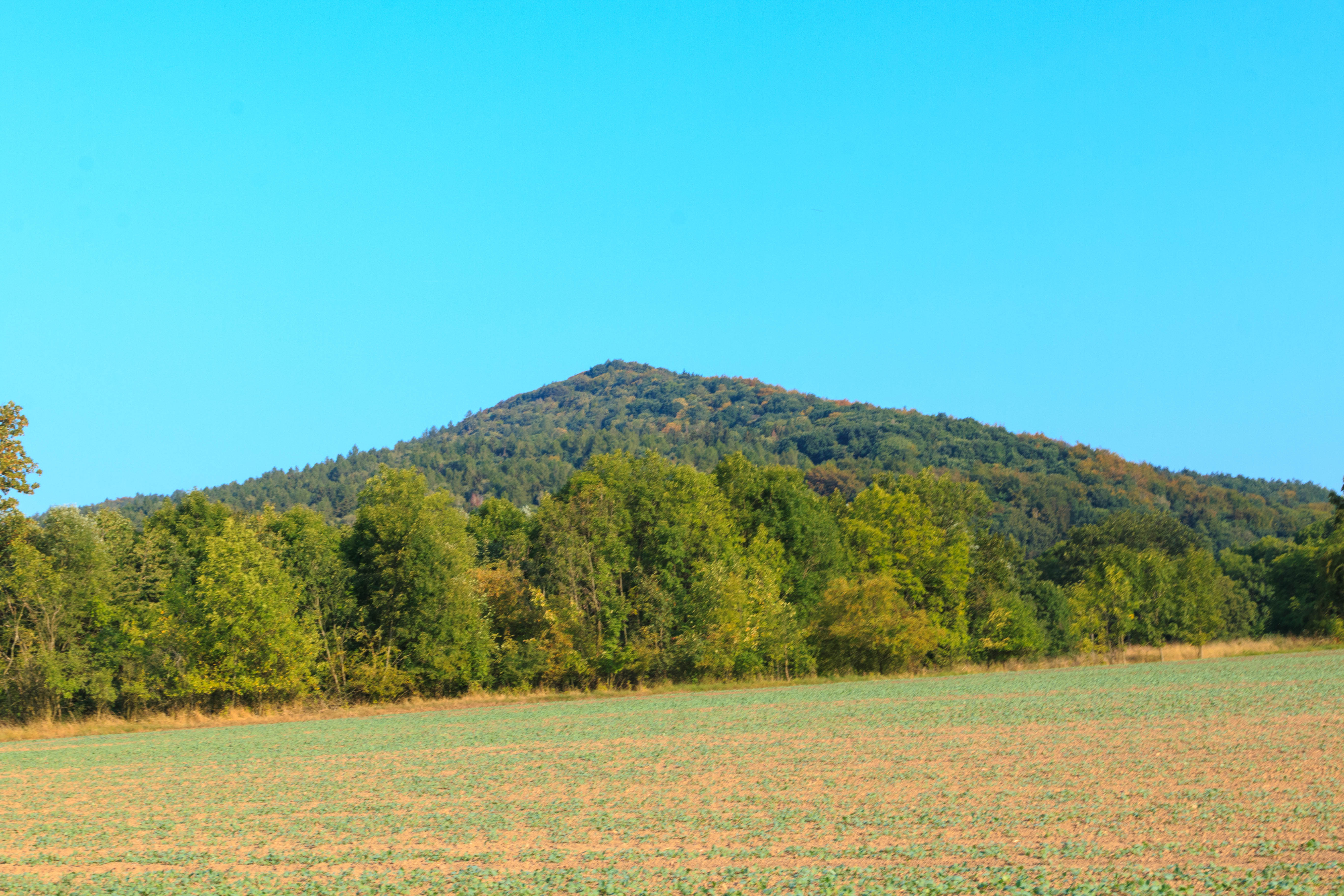
Kozlov od Nového Světa
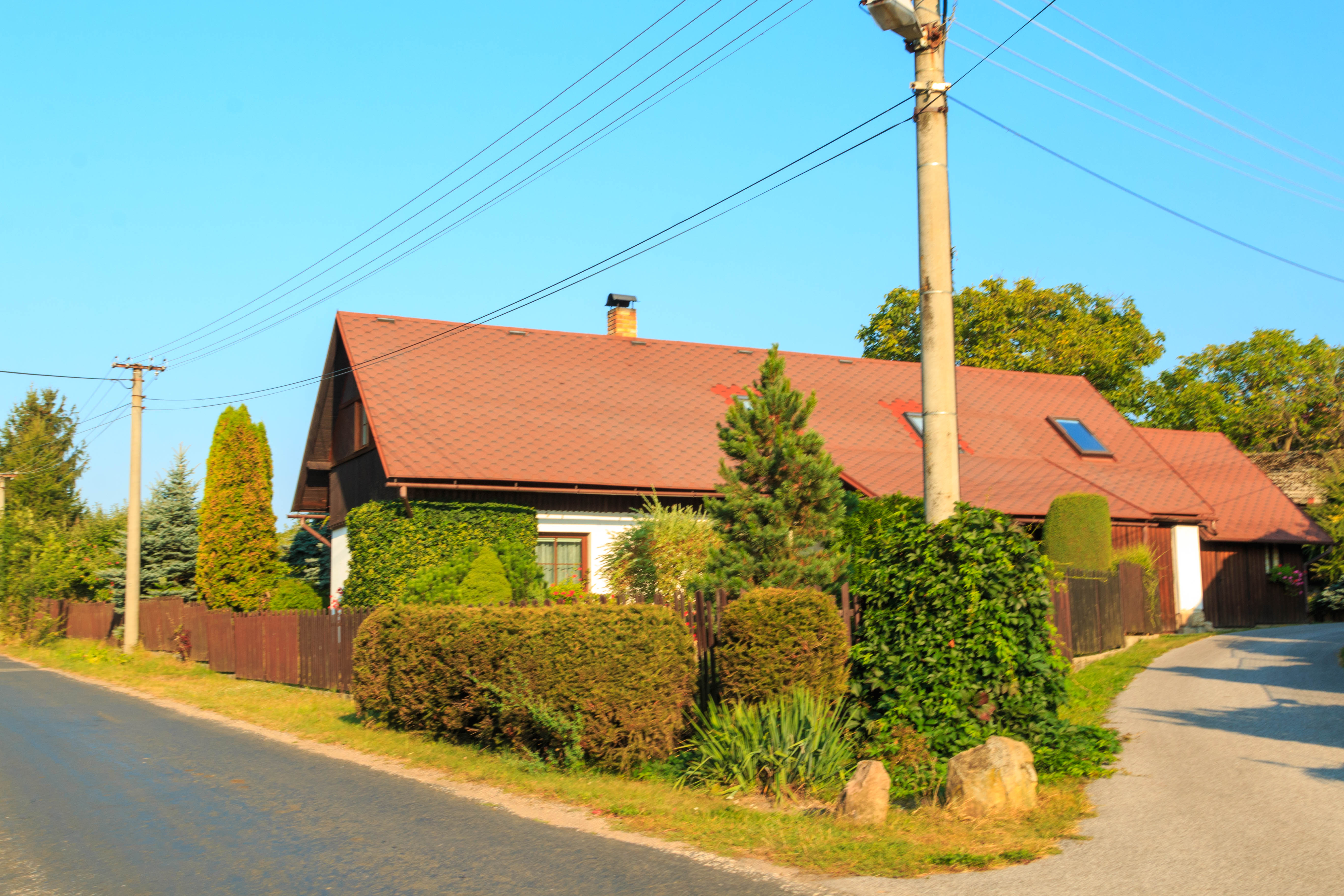
Nový Svět u Kněžnice, čp. 73